# Nagórnik (Mazovie)
Pour les articles homonymes, voir Nagórnik.
Nagórnik (prononciation : [naˈɡurnik]) est un village polonais de la gmina de Sieciechów dans le powiat de Kozienice de la voïvodie de Mazovie dans le centre-est de la Pologne.

## Histoire
De 1975 à 1998, le village appartenait administrativement à la voïvodie de Radom.